# Dyskografia Billa Frisella
Dyskografia Billa Frisella, jest to zapis obejmujący wszelkie wydawnictwa zrealizowane przez amerykańskiego gitarzystę jazzowego Billa Frisella zawierająca ponad 250 pozycji wraz z kompilacjami, nagraniami jako lider, sideman, kompozytor i muzyk sesyjny.

## Dyskografia
| - In Line (1983, ECM) - Rambler (1984, ECM) - Lookout for Hope (1987, ECM) - Before We Were Born (1989, Elektra Musician) - Is That You? (1990, Nonesuch) - Where in the World? (1991, Nonesuch) - Have a Little Faith (1992, Nonesuch) - This Land (1994, Nonesuch) - Go West: Music for the Films of Buster Keaton (1995, Nonesuch) - The High Sign/One Week: Music for the Films of Buster Keaton (1995, Nonesuch) - Live (1995, Gramavision) - Quartet (1996, Nonesuch) - Nashville (1997, Nonesuch) - Gone, Just Like a Train (1998, Nonesuch) - Good Dog, Happy Man (1999, Nonesuch) - The Sweetest Punch: The New Songs of Elvis Costello and Burt Bacharach Arranged by Bill Frisell (1999, Decca) - Ghost Town (2000, Nonesuch) - Blues Dream (2001, Nonesuch) - With Dave Holland and Elvin Jones (2001, Nonesuch) - The Willies (2002, Nonesuch) - The Intercontinentals (2003, Nonesuch) - Unspeakable (2004, Nonesuch) - Richter 858 (2005, Songlines) - East/West (2005, Nonesuch) - Further East/Further West (2005, Nonesuch) - Bill Frisell, Ron Carter, Paul Motian (2006, Nonesuch) - Floratone (2007, Bluenote) - History, Mystery (2008, Nonesuch) - Disfarmer (2009, Nonesuch) - All Hat (Original Motion Picture Soundtrack) (2009, EmArcy) - Beautiful Dreamers (2010, Savoy Label Group) - Sign of Life: Music for 858 Quartet (2011, Savoy Label Group) - All We Are Saying: Frisell Plays Lennon (2011, Savoy Jazz) - Floratone II (2012, Savoy Jazz) | - Paul Motian Band, Ed Schuller, Billy Drewes – Psalm (1982, ECM) - Paul Motian, Ed Schuller, Jim Pepper – The Story of Maryam (1984, Soul Note) - Paul Motian Quintet, Ed Schuller, Jim Pepper – Jack of Clubs (1985, Soul Note) - Paul Motian Trio – It Should've Happened a Long Time Ago (1985, ECM) - Paul Motian Quintet, Ed Schuller, Jim Pepper – Misterioso (1987, Soul Note) - Paul Motian, Geri Allen, Dewey Redman – Monk in Motian (1988, JMT) - Paul Motian – On Broadway Volume 1 (1989, JMT) - Paul Motian Trio – One Time Out (1989, Soul Note) - Joe Lovano Wind Ensemble – Worlds (1989, Label Bleu) - Paul Motian, Marc Johnson – Bill Evans (1990, JMT) - Paul Motian, Charlie Haden – On Broadway Volume 2 (1990, JMT) - Paul Motian, Lee Konitz, Charlie Haden – On Broadway Volume 3 (1992, JMT) - Paul Motian – Motian in Tokyo (1992, JMT) - Paul Motian Trio – Trioism (1994, JMT) - Paul Motian Trio – At the Village Vanguard (1995, JMT) - Paul Motian Trio – Sound of Love (1997, Winter & Winter) - Paul Motian, Joe Lovano, Bill Frisell – I Live in the Room Above Her (2005, ECM) - Paul Motian Trio – Time and Time Again (2007, ECM) - Paul Motian, Thomas Morgan, Petra Haden – The Windmills of Your Mind (2011, Winter & Winter) - John Zorn – The Big Gundown (1986, Elektra/Nonesuch, 1986) - John Zorn - Godard on French compilation Godard ça vous chante? (1986, Nato) - John Zorn - Cobra (1987, HatHut) - John Zorn - Spillane (1987, Elektra/Nonesuch) - John Zorn, George Lewis, Bill Frisell – News For Lulu (1988, hat ART) - John Zorn - Filmworks VII: Cynical Hysterie Hour (1989, CBS/Sony) - John Zorn, George Lewis, Bill Frisell – More News For Lulu (1990, hatOLOGY) - John Zorn - Filmworks 1986–1990 (1992, Elektra Nonesuch) - John Zorn - Filmworks III: 1990−1995 (1996, Toys Factory) - John Zorn - New Traditions in East Asian Bar Bands (1997, Tzadik) - John Zorn - Masada Guitars (2003, Tzadik) - John Zorn - The Gnostic Preludes (2012, Tzadik) |

### Współpraca
- Michel Herr, Bill Frisell, Vinton Johnson, Kermit Driscoll – Good Buddies (1978, EMI)[37]
- Emil Viklický, Bill Frisell, Kermit Driscoll, Vinton Johnson – Okno (1981, Supraphon)[38]
- Arild Andersen, John Taylor, Bill Frisell, Alphonse Mouzon – A Molde Concert (1982, ECM)[39]
- Tim Berne, Bill Frisell – ...Theoretically (1984, Empire Productions)[40]
- Bill Frisell, Vernon Reid – Smash & Scatteration (1985, Minor Music)[41]
- Emil Viklický, Bill Frisell, Kermit Driscoll, Vinton Johnson – Dveře (1985, Supraphon)[42]
- Marc Johnson, Bill Frisell, John Scofield, Peter Erskine – Bass Desires (1986, ECM)[43]
- Bill Frisell, Vernon Reid – Smash & Scatteration (1987, Ryko)
- Gary Peacock, Bill Frisell – Just So Happens (1994, Postcards)[44]
- Bill Frisell, Victor Bruce Godsey, Brian Ales – American Blood Safety In Numbers (1994, veraBra Records)[45]
- Bill Frisell, Kermit Driscoll, Joey Baron – Live (1995, Gramavision)[46]
- Bill Frisell, Elvis Costello – Deep Dead Blue (1995, Nonesuch)[47]
- Kenny Wheeler, Lee Konitz, Dave Holland, Bill Frisell – Angel Song (1997, ECM)[48]
- Joey Baron, Arthur Blythe, Ron Carter, Bill Frisell – Down Home (1997, Intuition Records)[49]
- Fred Hersch, Bill Frisell – Songs We Know (1998, Nonesuch)[50]
- Joey Baron, Arthur Blythe, Ron Carter, Bill Frisell – We'll Soon Find Out (1999, Intuition Records)[51]
- Jim Woodring, Bill Frisell – Trosper (2001, Fantagraphics Books)[52]
- Petra Haden, Bill Frisell – Petra Haden and Bill Frisell (2003, True North)
- Bill Frisell, Tim Sparks, Marc Ribot – Masada Guitars (2003, Tzadik)
- Jack DeJohnette, Bill Frisell – The Elephant Sleeps But Still Remembers (2006, Golden Beams Productions)
- Bill Frisell, Doug Wamble – Volume 1 (2008, DirectGrace Records)
- Vinicius Cantuária, Bill Frisell – Lágrimas Mexicanas (2010, Naïve)[53]

### Inne
| - Eberhard Weber – Fluid Rustle (1979, ECM) - Triode – Winter 78 Chapati – Live (1979, Baba Records) - Steve Houben, Mauve Traffic – Oh Boy… (1979, MD) - Mike Metheny – Blue Jay Sessions (1981, Headfirst) - Eberhard Weber – Later That Evening (1982, ECM) - Jan Garbarek Group – Wayfarer (1983, ECM) - Jim Pepper – Comin' And Goin' (1983, Europa Records) - Bob Moses – When Elephants Dream Of Music (1983, Gramavision) - Bob Moses – Visit With The Great Spirit (1984, Gramavision) - Jukkis Uotila – Introspection (1984, Polydor) - Billy Hart – Oshumare (1985, Gramavision) - Herb Robertson Quintet – Transparency (1985, JMT Productions) - Gunter Hampel, New York Orchestra – Fresh Heat – Live at Sweet Basil (1985, Birth Records) - Marc Johnson – Bass Desires (1986, ECM) - Paul Bley – Fragments (1986, ECM) - Lyle Mays – Lyle Mays (1986, Geffen Records) - Leni Stern – Clairvoyant (1986, Passport Jazz) - Marc Johnson's Bass Desires – Second Sight (1987, ECM) - Mathilde Santing – Out Of This Dream: A Third Side (1987, Megadisc) - Tim Berne – Fulton Street Maul (1987, Columbia) - Marianne Faithfull – As Tears Go By (1987, Island Records) - Power Tools – Strange Meeting (1987, Antilles) - Wayne Horvitz – This New Generation (1987, Elektra Musician) - Marianne Faithfull – Strange Weather (1987, Island Records) - Jim Staley – Mumbo Jumbo (1987, Rift) - Mathilde Santing – Out Of This Dream (1987, Megadisc) - Wayne Horvitz – The President (1987, Dossier) - Henry Kaiser – Re-Marrying For Money (1988, SST Records) - Ambitious Lovers – Greed (1988, Virgin Records) - Seigen Ono – Comme Des Garçons Volume One (1988, Venture) - Paul Bley – The Paul Bley Quartet (1988, ECM Records) - Bobby Previte – Claude's Late Morning (1988, Gramavision) - The Mike Gibbs Orchestra – Big Music (1988, Venture) - Hank Roberts – Black Pastels (1988, JMT Productions) - Lyle Mays – Street Dreams (1988, Geffen Records) - Billy Hart – Rah (1988, Gramavision) - Julius Hemphill Big Band – Julius Hemphill Big Band (1988, Elektra Musician) - Plunderphonics – Plunderphonics (1988, Mystery Tape Laboratory) - The Gavin Friday & Man Seezer – Each Man Kills The Thing He Loves (1989, Island Records) - Seigen Ono – Comme Des Garçons Volume Two (1989, Venture) - The Gavin Friday & Man Seezer – Man Of Misfortune (1989, Island Records) - Caetano Veloso – Estrangeiro (1989, Philips, PolyGram) - The Gavin Friday & Man Seezer – You Take Away The Sun (1989, Island Records) - The Gavin Friday & Man Seezer – Each Man Kills The Thing He Loves (1989, Island Records) - Sato Michihiro – Rodan (1989, hat ART) - Robin Holcomb - Robin Holcomb (1990, Elektra) - Joe Lovano Wind Ensemble – Worlds (1990, Label Bleu) - Ashley Maher – Hi (1990, Virgin) - David Sanborn – Another Hand (1991, Elektra Musician) - Gavin Bryars – After The Requiem (1991, ECM) - Ryuichi Sakamoto – Heartbeat (1992, Virgin Records) - Wayne Horvitz – Miracle Mile (1992, Elektra) - John Scofield – Grace Under Pressure (1992, Blue Note) - Don Byron – Tuskegee Experiments (1992, Nonesuch) - Mathilde Santing – The Best Of Mathilde Santing - So Far So Good (1992, Megadisc) - Jerry Granelli – A Song I Heard Buddy Sing (1992, ITM Pacific) - Robin Holcomb – Rockabye (1992, Elektra Musician) - Ryuichi Sakamoto – Virgin Tracks (1993, Toshiba EMI Ltd) - Ginger Baker Trio – Going Back Home (1994, Atlantic) - Allen Ginsberg – Holy Soul Jelly Roll: Poems And Songs 1949-1993 (1994, Rhino Word Beat) - Michael Shrieve – Fascination (1994, CMP Records) - Michael Shrieve – Two Doors „In The Palace Of Dreams” (1995, CMP Records) - Jim Hall – Dialogues (1995, Telarc) - Don Byron – Music For Six Musicians (1995, Nonesuch) | - Arto Lindsay – O Corpo Sutil: The Subtle Body (1996, Bar/None Records) - Ron Miles – Woman's Day (1997, Gramavision) - Donald Rubinstein – Scars And Dreams (1997, Desert Link Music) - Robben Ford – Blues Connotation (1997, ITM Pacific) - Marc Johnson – Selections From The Sound Of Summer Running (1998, Verve Records) - Marc Johnson – The Sound Of Summer Running (1998, Verve Records) - Seigen Ono – Comme Des Garçons + Remix With Arto Lindsay (1998, Epic/Sony) - David Sylvian – Dead Bees On A Cake (1999, Virgin) - Vinicius Cantuária – Tucumã (1999, Verve Records) - Mike Stern – Play (1999, Atlantic) - David Sylvian – Songs From Dead Bees On A Cake (1999, Virgin, Virgin) - Don Byron – Romance With The Unseen (1999, Blue Note) - David Sanborn – Inside (1999, Elektra) - David Sylvian – Everything And Nothing (2000, Virgin) - John Scofield – Steady Groovin' – The Blue Note Groove Sides (2000, Blue Note) - The Living Daylights – Electric Rosary (2000, Liquid City) - Boomish – Clearance Sale (2000, ESC Records) - Eyvind Kang – The Story Of Iceland (2000, Tzadik) - Laurie Anderson – Life On A String (2001, Nonesuch) - Stefan Winter – The Little Trumpet (2001, Winter & Winter) - Aiko Shimada – Blue Marble (2001, Tzadik) - Herb Robertson – Transparency (2001, Winter & Winter) - John Oswald – 69 Plunderphonics 96 (2001, Seeland) - Jeff Buckley & Gary Lucas – Songs To No One 1991–1992 (2002, Evolver) - Norah Jones – Come Away With Me (2002, Blue Note) - Tony Scherr – Come Around (2002, Smells Like Records) - Jan Garbarek – Selected Recordings (2002, ECM) - Robin Holcomb - The Big Time (2002, Nonesuch) - Wayne Horvitz – Film Music 1998–2001 (2002, Tzadik) - Laura Veirs – Troubled By The Fire (2003, Bella Union) - Leni Stern – Finally The Rain Has Come (2003, Metalimbo Records) - Danny Barnes – Dirt On The Angel (2003, Terminus Records) - Caetano Veloso – Antologia 67/03 (2003, Universal Music) - Dave Douglas – Strange Liberation (2003, Bluebird) - Kelly Joe Phelps – Slingshot Professionals (2003, Rykodisc) - Jim White – Drill A Hole In That Substrate And Tell Me What You See (2004, Luaka Bop) - Mylab – Mylab (2004, Terminus Records) - Claudia Heuermann – A Bookshelf On Top Of The Sky: 12 Stories About John Zorn (2004, Tzadik) - Vic Chesnutt – Ghetto Bells (2005, New West Records, Inc.) - Lizz Wright – Dreaming Wide Awake (2005, Verve Forecast) - Tim Ries – The Rolling Stones Project (2005, Concord Records) - David Sylvian, Ryuichi Sakamoto – World Citizen (2005, G. & P. Essential Music) - Jerry Douglas – The Best Kept Secret (2005, Koch Records) - Seigen Ono – Comme des Garçons (2005, Saidera Records) - Jenny Scheinman – 12 Songs (2005, Cryptogramophone) - Elvis Costello And The Brodsky Quartet – The Juliet Letters (2006, Rhino Records) - Heather Greene – Five Dollar Dress (2006, Discograph) - Cuong Vu – It's Mostly Residual (2006, Intoxicate Records) - Gianmaria Testa – Da Questa Parte Del Mare (2006, Radiofandango) - Lucinda Williams – West (2007, Lost Highway) - Laura Veirs – Saltbreakers (2007, Nonesuch) - Joe Henry – Civilians (2007, Anti-) - Jewels And Binoculars – Ships With Tattooed Sails (2007, Upshot Records) - Chet Baker – Chet Baker In Paris Vol. 2 (2007, West Wind) - Disinterested – Behind Us (2007, Dynamophone Records) - Earth – The Bees Made Honey In The Lion’s Skull (2008, Southern Lord) - McCoy Tyner – Guitars (2008, Half Note Records, Inc.) - Loudon Wainwright III – Recovery (2008, Yep Roc Records) - Richard Hell & The Voidoids – Destiny Street Repaired (2009, Insound) - Emil Viklický – ''The Funky Way Of Emil Viklický (2009, Vampi Soul) - Jakob Bro – Balladeering (2009, Loveland Records) - Kermit Driscoll – Reveille (2010, Nineteen-Eight Records) - Scott Colley – Empire (2010, C.A.M. Jazz) - Buddy Miller – Buddy Miller's Majestic Silver Strings (2011, New West Records) - Jakob Bro – Time (2011, Loveland Records) - Hank Roberts – Everything Is Alive (2011, Winter & Winter) - Jakob BroThomas Knak – BRO/KNAK (2012, Loveland Records) |